# Hunton (Kent)
Pour les articles homonymes, voir Hunton.
Hunton est une paroisse civile et un village du Kent, en Angleterre.